# Треизо
Треизо (итал. Treiso) — коммуна в Италии, располагается в регионе Пьемонт, в провинции Кунео.
Население составляет 802 человека (2008 г.), плотность населения составляет 89 чел./км². Занимает площадь 9 км². Почтовый индекс — 12050. Телефонный код — 0173.
В коммуне 15 августа особо празднуется Успение Пресвятой Богородицы.

## Демография
Динамика населения:

## Администрация коммуны
- Официальный сайт: http://www.treiso.it/